# التدخل الأصغري في طب الأسنان
التدخل الأصغري في طب الأسنان هو ممارسة سنية حديثة مصممة حول هدف رئيسي يُعنى بالحفاظ على البنية الطبيعية للسن قدر الإمكان. تستند هذه الممارسة إلى فلسفة متمركزة حول المرض، إذ توجه الانتباه نحو التدبير والتحكم الأوليين في الأمراض التي تسبب نخر الأسنان -التسوس السني- ومن ثم تخفيف الأعراض التي تخلفها الأسنان المنخورة. يستخدم النهج مبادئ مشابهةً للوقاية من التسوس السني في المستقبل، إذ يطمح لأن يصبح حلًا تدبيريًا كاملًا لنخر الأسنان.

## نهج طب الأسنان الترميمي
يركز نهج التدخل الأصغري في طب الأسنان على تدبير أمراض التسوس السني المسؤولة عن نخر الأسنان، ابتداءً بالسيطرة على المرض وعلاجه، ثم ترميم السن، واستخدام الحشوات في الأماكن الضرورية وانتهاءً بالوقاية من النخر المستقبلي.

### المداواة: السيطرة والعلاج
ما تزال تقنيات الصحة الفموية والنظام الغذائي التقليدية الخاصة بتقليل السكر وتواتر الوجبات، بالإضافة إلى إزالة اللويحة السنية عبر التنظيف الفعال للأسنان بالفرشاة، ممارسات مهمة للعلاج والوقاية على حد سواء. أيضًا، يمكن استخدام التقنيات الكيميائية الحيوية في علاج العدوى البكتيرية مباشرةً. تستطيع بعض العوامل مثل الكلورهيكسدين محاربة أمراض اللثة وكذلك إنقاص كمية البكتيريا الفموية المسؤولة عن النخر السني. بعد موجة من الدراسات التجريبية عن فعالية الزيليتول (كحول سكري)، أشار تقرير جماعي في المجلة البريطانية لطب الأسنان إلى أنه يقلل من خطر تسوس الأسنان. يوجد أيضًا اعتماد متزايد على التقنيات الأحدث مثل التطهير المفعل ضوئيًا والعلاج بالأوزون.
هنالك بالإضافة إلى ذلك جانب يختص في خفض تأثير التسوس إلى حده الأدنى بهدف السيطرة على أعراض النخر. تعد إعادة التمعدن المستمرة (التقسية) عبر التطبيق المستمر لمعجون الأسنان الحاوي على الفلورايد ممارسةً شائعةً بكثرة، إذ تقلل من وقع التسوس السني على المنطقة المنخورة. يساعد تعديل الخواص الكيميائية الحيوية للعاب، من خلال استعمال الأدوية اللازمة، في زيادة القدرة التنظيمية للعاب على مقاومة تغيرات درجة الحموضة «بّي إتش» الناتجة عن حمض اللويحة السنية، ومقاومة هجوم الحمض الناجم عن التسوس النشط.

### الترميم
النخر هو عملية أو نتيجة لخسف الأملاح المعدنية (تليين) في منطقة من النسيج السني، ما ينتج آفة نخرية على السن. تبدأ عملية ترميم النخر من خلال تحليل الآفات النخرية وموقعها ووطأتها، مع الأخذ بعين الاعتبار ردوديتها. عندما يكون النخر ردودًا، يُشار إليه بالتسوس غير النخري «نخر بدئي»، حيث يكون الشفاء ممكنًا عبر عملية التقسية في إعادة التمعدن. أما عند تشكل حفرة نخرية نتيجة خسف الأملاح المعدنية الشديد، يصل النخر إلى مرحلة اللاعودة، حيث فُقدت بنية السن وأصبح النخر دائمًا وغير ردود، في هذه الحالة من التسوس النخري، يجب حشو الحفرة النخرية من أجل ترميم السن. يركز التدخل الأصغري في طب الأسنان على حشو مناطق الحفر النخرية فقط، مع ترك مناطق التسوس غير النخري لعملية إعادة التمعدن، بالتالي ترميم السن مع إزالة أقل كمية ممكنة من بنية السن، ما يعزز من قوة وجمالية الترميم. توضع تصنيفات موقع النخر وشدته من أجل إيجاد توجيهات للوسائل العلاجية المناسبة.

#### تحديد وتصنيف الآفات النخرية
قُدم نهج التدخل الأصغري في التصنيف من قبل جي جاي ماونت وآر دبليو هيوم في «تصنيف جديد لطب الأسنان»، وعُدل لاحقًا عبر كتب ومقالات صحفية أخرى وبشكل رئيسي عبر ماونت وهيوم. يصبو التصنيف إلى تأمين توجيه مجدي للنهج السريري المطلوب في المعالجة، بالاعتماد على خصائص الآفة. المرحلة الأولى هي تحديد الحفرة النخرية، ثم يُتبع هذا بتقرير النهج الترميمي لكل حفرة نخرية، وإيجاد علاج ملائم لإعادة تمعدن المناطق المصابة الخالية من الحفر النخرية.

#### إعادة تمعدن الآفات غير النخرية
توجد العديد من التقنيات المستخدمة في إعادة التمعدن، تتنوع من التطبيق البسيط للفلورايد إلى استعمال مكونات خاصة من المواد الحاشية التي تتفاعل مع السن وتساهم في إعادة التمعدن من الداخل. تبين أن الاسمنت الزجاجي الشاردي (جي آي سي) يخضع لعملية التبادل الأيوني مع بنية السن المحيطة، ويشارك أيضًا في تغذية الفلورايد. أظهرت الأبحاث التي أجراها البروفيسور هين نغو وآخرون أنه باستطاعة هذه الوسائل التطبيقية شفاء بعض الآفات غير النخرية.

### الوقاية
يمكن استخدام الوسائل الخاصة بعلاج المرض نفسها في الوقاية، بالإضافة إلى تقنيات أخرى مثل استخدام المواد السادّة للشقوق في الأفراد ذوي الخطورة المرتفعة.